# TRIM22
TRIM22‏ (Tripartite motif containing 22) هوَ بروتين يُشَفر بواسطة جين TRIM22 في الإنسان.